# レガ・プロ・プリマ・ディヴィジオーネ
レガ・プロ・プリマ・ディヴィジオーネ（Lega Pro Prima Divisione）は、イタリアのサッカーリーグにおいて上から3番目のリーグであった。2007-08シーズンまではセリエC1（Serie C1、セリエ・チーウノ）と呼ばれた。
A、Bの2つのジローネで構成され、Aに17チーム、Bに16チームが所属、リーグ全体では33チームが登録されていた。
1935年に発足したセリエCは、登録チーム数の増加にともない、1978年にセリエC1とセリエC2（レガ・プロ・セコンダ・ディヴィジオーネ）に分割され、2008年に再び改組された。
2014-2015シーズン、レガ・プロ・セコンダ・ディヴィジオーネと統合し、新たにレガ・プロとして3ジローネ・60チームのリーグとなった。

## 昇格
各ジローネの上位1チーム（計2チーム）はセリエBへ自動昇格となる。さらに、各エリアの2位～5位のチームでプレイオフを行い、各エリアで勝ち残った1チーム（計2チーム）も、セリエBへ昇格する。

## 降格
2013-2014シーズンはレガ・プロ・セコンダ・ディヴィジオーネと統合されたため降格無し。
2012-2013シーズンまで計6チームが降格となるが、各エリアの最下位はセコンダ・ディヴィジオーネへ自動降格となる。さらに各エリアで14位vs17位、15位vs16位のチームがプレイアウトを行い、それぞれの敗者2チーム（合計4チーム）もセコンダ・ディヴィジオーネへ降格となる。

## 歴代優勝クラブ
リーグ分割後の優勝クラブ。分割前の1935年～1978年まで、2014年の再統合後はレガ・プロ を参照。
| シーズン | ジローネA        | ジローネB    |
| -------- | ---------------- | ------------ |
| 1978-79  | コモ             | マテーラ     |
| 1979-80  | ヴァレーゼ       | カターニア   |
| 1980-81  | レッジャーナ     | カヴェーゼ   |
| 1981-82  | アタランタ       | アレッツォ   |
| 1982-83  | トリエスティーナ | エンポリ     |
| 1983-84  | パルマ           | バーリ       |
| 1984-85  | ブレシア         | カタンザーロ |
| 1985-86  | パルマ           | メッシーナ   |
| 1986-87  | ピアチェンツァ   | カタンザーロ |
| 1987-88  | アンコーナ       | リカータ     |
| 1988-89  | レッジャーナ     | カリアリ     |
| 1989-90  | モデナ           | ターラント   |
| 1990-91  | ピアチェンツァ   | カゼルターナ |
| 1991-92  | SPAL             | テルナーナ   |
| 1992-93  | ラヴェンナ       | パレルモ     |

| シーズン | ジローネA        | ジローネB    |
| -------- | ---------------- | ------------ |
| 1978-79  | コモ             | マテーラ     |
| 1979-80  | ヴァレーゼ       | カターニア   |
| 1980-81  | レッジャーナ     | カヴェーゼ   |
| 1981-82  | アタランタ       | アレッツォ   |
| 1982-83  | トリエスティーナ | エンポリ     |
| 1983-84  | パルマ           | バーリ       |
| 1984-85  | ブレシア         | カタンザーロ |
| 1985-86  | パルマ           | メッシーナ   |
| 1986-87  | ピアチェンツァ   | カタンザーロ |
| 1987-88  | アンコーナ       | リカータ     |
| 1988-89  | レッジャーナ     | カリアリ     |
| 1989-90  | モデナ           | ターラント   |
| 1990-91  | ピアチェンツァ   | カゼルターナ |
| 1991-92  | SPAL             | テルナーナ   |
| 1992-93  | ラヴェンナ       | パレルモ     |

| シーズン | ジローネA              | ジローネB      |
| -------- | ---------------------- | -------------- |
| 1993-94  | キエーヴォ・ヴェローナ | ペルージャ     |
| 1994-95  | ボローニャ             | レッジーナ     |
| 1995-96  | ラヴェンナ             | レッチェ       |
| 1996-97  | トレヴィーゾ           | アンドリア     |
| 1997-98  | チェゼーナ             | コゼンツァ     |
| 1998-99  | アルツァーノツェーネ   | フェルマーナ   |
| 1999-00  | シエナ                 | クロトーネ     |
| 2000-01  | モデナ                 | パレルモ       |
| 2001-02  | リヴォルノ             | アスコリ       |
| 2002-03  | トレヴィーゾ           | アヴェッリーノ |
| 2003-04  | アレッツォ             | カタンザーロ   |
| 2004-05  | クレモネーゼ           | リミニ         |
| 2005-06  | スペツィア             | ナポリ         |
| 2006-07  | グロッセト             | ラヴェンナ     |
| 2007-08  | サッスオーロ           | サレルニターナ |

| シーズン | ジローネA              | ジローネB      |
| -------- | ---------------------- | -------------- |
| 1993-94  | キエーヴォ・ヴェローナ | ペルージャ     |
| 1994-95  | ボローニャ             | レッジーナ     |
| 1995-96  | ラヴェンナ             | レッチェ       |
| 1996-97  | トレヴィーゾ           | アンドリア     |
| 1997-98  | チェゼーナ             | コゼンツァ     |
| 1998-99  | アルツァーノツェーネ   | フェルマーナ   |
| 1999-00  | シエナ                 | クロトーネ     |
| 2000-01  | モデナ                 | パレルモ       |
| 2001-02  | リヴォルノ             | アスコリ       |
| 2002-03  | トレヴィーゾ           | アヴェッリーノ |
| 2003-04  | アレッツォ             | カタンザーロ   |
| 2004-05  | クレモネーゼ           | リミニ         |
| 2005-06  | スペツィア             | ナポリ         |
| 2006-07  | グロッセト             | ラヴェンナ     |
| 2007-08  | サッスオーロ           | サレルニターナ |

レガ・プロ・プリマ・ディヴィジオーネ
| シーズン | ジローネA                | ジローネB        |
| -------- | ------------------------ | ---------------- |
| 2008-09  | チェゼーナ               | ガッリポリ       |
| 2009-10  | ノヴァーラ               | ポルトグルアーロ |
| 2010-11  | グッビオ                 | ノチェリーナ     |
| 2011-12  | テルナーナ               | スペツィア       |
| 2012-13  | トラーパニ               | アヴェッリーノ   |
| 2013-14  | ヴィルトゥス・エンテッラ | ペルージャ       |